# یخ‌خاک

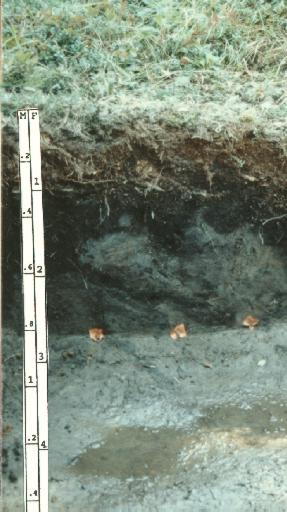
ژلیسول.

یخ‌خاک یا ژلیسول (انگلیسی: Gelisol) در نظام رده‌بندی آمریکایی خاک به خاک‌های سرزمین‌های دارای آب و هوای بسیار سرد گفته می‌شود که تا فاصله دو متری از سطح خاک دارای یخ‌های دائمی هستند. کلمه "Gelisol" از کلمه لاتین gelare به معنای «یخ زدن» گرفته شده‌است. تلفظ انگلیسی Gelisol، جلیسول/جلیزول است.
از آنجایی که مواد آلی خاک در لایه بالایی انباشته می‌شود، بیشتر ژلیسول‌ها به رنگ خاک سیاه یا قهوه‌ای تیره هستند که در زیرشان یک لایه معدنی کم‌عمق قرار داد.
ترتیب افق‌های این خاک A و Bw و Cf بوده و تناوب در ذوب و انجماد لایه یخی باعث چهره خاص این خاک می‌شود. برای بسیاری از خاک‌ها تجزیه مواد آلی در دماهای پایین بسیار آرام صورت می‌گیرد در نتیجه شکل آن به صورت لایه پوده نمایان می‌شود. ویژگی این خاک لایه خاک منجمد در آن می‌باشد.
به‌رغم تأثیر یخبندان در بیشتر مناطقی که ژلیسول در آن رخ می‌دهد، این خاک از نظر شیمیایی بسیار بارور نیست، زیرا مواد مغذی، به ویژه کلسیم و پتاسیم، به راحتی در بالای سطح منجمد دائمی شسته می‌شوند. یخ‌زدگی همیشگی کاربرد مهندسی ژلیسول را بسیار محدود می‌کند، زیرا سازه‌های بزرگ (مانند ساختمان‌ها) زمانی که بر روی زمین یخ زده قرار می‌گیرند باعث ذوب یخ و فرونشست زمین می‌شوند.
ژلیسول‌ها عمدتاً در سیبری، آلاسکا و کانادا یافت می‌شود. مناطق کوچکتر در آند (عمدتا در نزدیکی تقاطع بین شیلی، بولیوی و آرژانتین)، تبت، شمال اسکاندیناوی و بخش‌های بدون یخ گرینلند و جنوبگان یافت می‌شوند. سنگواره‌های ژلیسولی از دوران یخبندان پرکامبرین، یعنی ۹۰۰ میلیون سال پیش یافت شده است.